# Кудрявий (вулкан)
Кудрявий (на руски: Кудрявый; на японски: 硫黄岳) (Мойородаке, Йо, Субай, Миоро-даке, Майоро, Йозан) е сложен стратовулкан с няколко кратера, разположен на хребета Медвежий в северната част на остров Итуруп, принадлежащ към веригата на Южните Курилски острови, Сахалинска област на Русия. Островът се намира на 230 км от Хокайдо и е обект на териториален спор между Русия и Япония. В съответствие с Конституцията на Руската федерация, островът е част от територията на Русия, а според административно-териториалното деление на Япония той е част от окръг Немуро, префектура Хокайдо в Япония.

## Описание
Хребетът Медвежий е формиран през Плейстоцена, когато се образуват две припокриващи се калдери с диаметър 14 x 18 км и 10 x 12 км. На дъното им се издигат няколко лавови купола, пепелни конуса, разположени са свързани лавови полета и малко езеро. Сега това е вулканичен комплекс, състоящ се от 4 малки, близко разположени стратовулкана, подредени по линията изток-запад. Най-източният и най-висок, Медвежий, се намира извън западната калдера, по крайбрежието на Тихия океан. Угасналият Средни и активните Тукап и Кудрявий лежат веднага на запад от тях. Исторически Кудрявий е по-млад от останалите с около 2000 години. Днес той и Тукап, с който Кудрявий е почти слят, остават фумаролно активни. Кудрявий се намира на 3 км югозападно от угасналия вулкан Медвежий. Наречен е така, тъй като непрекъснато дими, а горещите серни газове се извиват ниско над върха, образувайки облаци с жълтеникавосив цвят.
Кудрявий е активен стратовулкан с базалтово-андезитен състав и височина над морското равнище 986 м. Срещат се дацит и риолит, но в малки количества. На върха му са разположени 3 слети кратера, които са предимно сухи, но след топенето на снега и силните дъждове понякога се появяват плитки езера. В източната част на вулкана е разположен сплескан затворен кратер с 20 м висок андезитен лавов купол в центъра. Точно до купола е кратерът Малиш, плод на изригване от 1999 г. Склоновете на конуса са покрити от многобройни, дебели лавови потоци, достигащи на 2 – 3 км, до стените на калдерата. Те са се разляли при изригването през 1887 г. и произхождат от третия кратер, в западната част на върха.
Общият размер на кратерите е 200 х 400 м и около тях са разположени 6 обширни фумаролни полета на площи около 30 х 40 м, всички с различен химичен състав. По тях са разпръснати многочислени серни и газови отвори, над които обикновено се носи жълтеникав дим. Там са измерени най-високите температури в света на постоянно действащи парогазови фумароли. Във връзка с това Кудрявий е предложен за включване в Книгата на Гинес. Четири от полетата са много горещи – газовете им са с температура от 500 до 940 °С. В тези „горещи“ полета се образува минералът рениит, суровина за получаване на стратегическия рений. Колкото по-ниска е температурата, толкова по-малко е рениита в тях, а при фумаролите под 200 °С той изобщо липсва. В изхвърляните газове се намират над 70 минерала. Освен рения в тях са открити германий, бисмут, индий, молибден, злато, сребро и други метали.
Дневно се изхвърлят около 30 000 тона газове и тази скорост променя повърхността около фумаролите. Поради бързите промени във физико-химичните параметри на газовете, лавата и пирокластичните маси се променят и образуват т.нар. „фумаролни корички“. Дебелината им варира от няколко сантиметра до повече от метър. При базалтовите андезити се наблюдават два слоя от високотемпературни кори. Горният слой (до 20 см) се състои от вторични сулфати и оксиди, с останки от минерали от оригиналните скали, а долният слой е с тъмен цвят поради наличието на сулфиди. Повечето сулфиди се срещат на дълбочина от 10 до 50 см.
За разлика от бурно изригващите вулкани, Кудрявий само тихо тлее. Няколкото кратера редовно изхвърлят стълбове от газ, поради което над тях постоянно се натрупват 1000-метрови облаци от пара. На дъното на кратерите почти непрекъснато се вижда гореща, яркочервена лава. Понякога тя достига до повърхността и се разтича по склоновете. Вулканът има пропусклива система от фисури, през които постоянно изтичат газове в продължение на повече от 130 години.
Пътят нагоре върви през тесни пътеки, промушващи се през бамбукови джунгли. На движението пречат постоянните тайфуни, мъгли и серни изпарения, поради които не може да се диша без противогаз.

## Активност
Вулканът е от хавайски тип – изригванията се характеризират със слаби експлозии на лава и почти никаква пепел. Обикновено това са ефузивни ерупции на магма с нисък вискозитет, в чийто състав преобладава базалтът. Известните исторически изригвания стават през 1779 и 1883 г. През 1946 и 1999 г. се наблюдават фреатични взривове, при които се изхвърлят газове и разтрошени скални късове. В наше време дейността на вулкана се характеризира със силна фумаролна активност.

### Активност по години
- 1778 – 31 декември ± 365 дни, ВЕИ = 2.[1]
- 1883 – май до юни, ВЕИ = 2.[1]
- 1946 – ВЕИ = 2.[1] Възможно е докладът за изригването да е или погрешен, или е имало просто много слаб фректичен взрив, защото руините на японските минни съоръжения в кратера могат да се видят и до днес.[5]
- 1958 – 2 юли ± 182 дни, ВЕИ = 1.[1]
- 1981 – декември. Интензивна фумаролна активност на 5 места.[1]
- 1987 – април. Интензивна активност от няколко групи фумароли в кратера на върха и натрупвания на сяра около тях. Източно от кратера, по склона на външния купол, се наблюдава отделяне на газ, много по-интензивно, отколкото в кратера.[1]
- 1989 – март. Силни газови емисии от кратера образуват облак, който се издига на 300 – 400 м височина. Вътрешността на кратера е покрита от тях и не може да се види.[1]
- 1992 – декември. Интензивна фумаролна активност. Максималната измерена температура на фумаролите в периода август – октомври е 910 °C, а скалите на дълбочина 20 – 30 см светят в червено.[1]
- 1995 – август. Наличие на SO2 във вулканичната пепел. Някои от фумаролите достигат до температура 950 °C. Изхвълянето на газове и пари от тях става със сравнително ниско налягане и предизвиква силно свистене до оглушителен шум.[1]
- 1999 – 7 октомври, изригване с ВЕИ = 1.[1]
- 2013 – януари. SVERT съобщава, че на 11 януари е открита топлинна аномалия над Кудрявий и се наблюдават увеличени, силни емисии от пара и газове.[1]
- 2014 – ноември, декември. На 27 ноември SVERT съобщава, че през предходните 10 дни над Кудрявий е открита топлинна аномалия и засилваща се парно-газовата активност. На 27 ноември размерът и интензивността на термичната аномалия се увеличават значително. На 29 ноември се наблюдават дифузни емисии на пара и газ.[1]
- 2015 – март. SVERT съобщава, че на 18 март сателитните снимки показват слаба топлинна аномалия над вулкана.[1]
- 2017 – 26 юли – 1 август. Вулканът изхвърля вулканичната пепел, пара и газове.[1]

### Изригване през 1999 г.
От 1989 г. температурата на утайките във временно съществуващите, пресъхващи езера в кратера, показват постоянно понижение на дълбочина 0,75 м. Те падат непрекъснато и се движат в диапазона 48 – 82 °C, с колебания от 3 до 5 °С. За разлика от това, измерванията през септември 1999 г. в същите контролни точки показват нарастващи температури от 60 до 102 °C. Обикновено езерата съществуват 1 – 2 дни след дъждове, но въпреки необичайно сухите август, септември и октомври, диаметърът на Горещото езеро е 15 м и все още покрива повече от половината му площ. На 4 октомври е отчетено, че температурата в сухата част на езерото е повишена с 14 – 22 °C, а водата в близост до Горещия лавов купол кипи заради газови емисии. Газовият състав на фумаролите показва повишено количество на водород, кислород и флуор. На някои места се наблюдава самозапалване на сяра, а броят на земетресенията се увеличава.
Изригването започва на 7 октомври с изхвърляне на черни и сиви облаци от газ и вулканична пепел, които се разпростират на 10 км на северозапад от кратера. Емисиите стават през 1 – 2 минути. Поради силните ветрове максималната височина на изригване е само 1100 м. Ерупцията продължава с изхвърлянето на струя гореща лава и завършва на 8 октомври в 2 часа през нощта. Нощните наблюдения през облаците на северната част на кратера показват постоянни, леки червеникави припламвания, представляващи отразената светлина от горещите скали и сини светлини, предизвикани от горящата сяра, които бележат краищата на новообразувания кратер. Температурата на лавата се оценява на по-висока от 1000 – 1100 °C.
Новият кратер, с името Малиш, се намира в района на Горещото езеро и унищожава горната част на Горещия лавов купол. Има елипсовидна форма с размери 30 х 40 м, дълбочина от дъното на езерото 35 – 40 м, а от плоската част на купола – 80 – 110 м. Стените му са вертикални. В долната част на южната е формирана пещера от нажежени скали с размери 6 х 8 м. До 13 октомври от нея продължават незначителни експлозии. Горещият газ се издига от района и се кондензира на 40 – 60 м над ръба на кратера. На южната, западната и северната стена се виждат малки, огнени области и фрагменти от горяща сяра. След това активността намалява и се ограничава до газови емисии и изхвърлянето на малки скални фрагменти, които не достигат до ръба на кратера.
Изригването е определено като фреатично и с периодичното си вертикално изхвърляне на газ, пепел и пара, то по-скоро напомня действието на гейзерите. Материалите падат максимум на 30 – 40 м от кратера, а повърхността на Горещото езеро е покрита със скални късове с диаметър 20 – 30 см. Находищата на вулканична пепел са концентрирани по северозападния склон. Общото количество на изхвърления материал достига до 40 000 – 45 000 м3. Първата фаза на ерупцията приключва на 13 октомври.

### Активност през 2017 г.
Институтът по вулканология и геодинамика към Руската академия на природните науки съобщава, че на 31 юли сутринта, вулканолозите, работещи на върха на Кудрявий, отбелязват рязко увеличение на обема на вулканичната пепел, парните и газови емисии. Те се издигат на височина повече от километър и се изхвърлят от новия кратер Малиш, образуван при изригването от 1999 г. Значително повишаване на температурата, средно със 100 °C, е измерено и при фумаролните полета, както и в съвсем нови области. Самородната сяра в границите на зоните с висока температура започва да се топи и гори. В 8 часа сутринта, в рамките на същата система от тектонични разломи, на които се намира вулканът, става земетресение с магнитуд 5,7.

## Находище на рений
През 1992 г. руският вулканолог Хенрих Щайнберг открива на Кудрявий изключително ценно находище на рений в почти чист вид. Вулканът изхвърля стратегическия метал с фумаролните си газове. Такова откритие се случва за първи път в света. Количеството е от порядъка 36,7 тона годишно. За сравнение, световната промишленост добива рений от медни и молибденови сплави в количество около 40 тона годишно. Реният се намира в минерала рениит (ReS2), със структура, аналогична на молибденита. В края на 1990-е Феликс Шадерман разработва, патентова и изпитва на Кудрявий метод за получаване на рения от вулканични газове. Въпреки това такова производство не е организирано. През 2019 г. на върха на вулкана започва разполагането на опитно-промишлена установка за получаване на рений.